# شمیل (بندرعباس)
شمیل، شهری در بخش شمیل شهرستان بندرعباس در استان هرمزگان ایران است. این شهر، مرکز بخش شمیل است.

## ویژگی‌ها
این شهر در شمال شرق استان بین شهرستان میناب و بندرعباس و در ۸۰ کیلومتری مرکز استان قرار دارد.
از جمله جاذبه‌های گردشگری شمیل می‌توان به سد بزرگ شمیل، قلعه تاریخی، آبشار نیان و … اشاره نمود.

## جمعیت
بر پایه سرشماری عمومی نفوس و مسکن در سال ۱۳۹۵، جمعیت شهر شمیل برابر با ۱٬۴۵۵ نفر (۴۳۸ خانوار) بوده‌است.